# Назарова, Ирина Викторовна
Ири́на Ви́кторовна Наза́рова (урожд. Багря́нцева,род. 31 июля 1957, Калининград, Московская область) — советская легкоатлетка, олимпийская чемпионка в эстафете 4×400 метров. Заслуженный мастер спорта СССР (1980).

## Биография
Окончила ГЦОЛИФК.
На Олимпиаде в Москве вместе с Татьяной Пророченко, Татьяной Гойщик и Ниной Зюськовой выиграла золотую медаль в эстафете 4×400 метров. В забеге на 400 метров в финале стала четвёртой.